# Apolygus
Schaduwwantsen (Apolygus) is een geslacht van wantsen uit de familie blindwantsen. Het geslacht werd voor het eerst wetenschappelijk beschreven door William Edward China in 1941.

## Soorten
Het genus bevat de volgende soorten:

- Apolygus adustus (Jakovlev, 1876)
- Apolygus angustus (Zheng and W. Wang., 1983)
- Apolygus ater (Yasunaga, 1992)
- Apolygus atrosignatus Yasunaga and Yasunaga, 2000
- Apolygus biannulatus (Poppius, 1915)
- Apolygus bipunctatellus (Yasunaga, 1992)
- Apolygus bruneiensis (Carvalho, 1980)
- Apolygus castaneus (Zheng and W. Wang., 1983)
- Apolygus concinnus (Wang and Zheng, 1982)
- Apolygus curvipes (Zheng and X. Wang., 1983)
- Apolygus ejimai (Yasunaga, 1991)
- Apolygus elegans (Zheng and X. Wang., 1983)
- Apolygus emeia (Zheng and X. Wang., 1983)
- Apolygus eous (Poppius, 1915)
- Apolygus evonymi (Zheng and W. Wang., 1983)
- Apolygus fraxinicola (Kerzhner, 1988)
- Apolygus fuhoshoensis (Poppius, 1915)
- Apolygus furvus (Kerzhner, 1972)
- Apolygus fuscoruber Yasunaga and Yasunaga, 2000
- Apolygus gleditsiicola Lu and Zheng, 1997
- Apolygus hainanensis (Zheng and W. Wang., 1983)
- Apolygus hilaris (Horvath, 1905)
- Apolygus infamis (Kerzhner, 1977)
- Apolygus insulicola (Yasunaga, 1992)
- Apolygus kosempoensis (Poppius, 1915)
- Apolygus limbatus (Fallen, 1807)
- Apolygus longirostris (Poppius, 1914)
- Apolygus lucorum (Meyer-Dur, 1843)
- Apolygus maackiae (Kulik, 1965)
- Apolygus major (Zheng and W. Wang., 1983)
- Apolygus malaisei (Lindberg, 1925)
- Apolygus medionigritus Lu and Zheng, 1997
- Apolygus miniaceus Yasunaga and Yasunaga, 2000
- Apolygus mosaicus (Zheng and X. Wang., 1983)
- Apolygus myittae (Distant, 1904)
- Apolygus nepius Yasunaga and Yasunaga, 2000
- Apolygus nigricans (Wang and Zheng, 1982)
- Apolygus nigricostalis Lu and Zheng, 1997
- Apolygus nigrocinctus (Reuter, 1906)
- Apolygus nigronasutus (Stal, 1858)
- Apolygus nigrovirens (Kerzhner, 1988)
- Apolygus olivarius Yasunaga and Yasunaga, 2000
- Apolygus ornatus (Zheng and W. Wang., 1983)
- Apolygus pallens (Yasunaga, 1991)
- Apolygus picturatus (Zheng and X. Wang., 1983)
- Apolygus pulchellus (Reuter, 1906)
- Apolygus rhamnicola (Reuter, 1885)
- Apolygus roseofemoralis (Yasunaga, 1992)
- Apolygus rubriceps (Yasunaga, 1992)
- Apolygus rubrostriatus (Wagner, 1971)
- Apolygus sinicus (Kerzhner and Schuh, 1995)
- Apolygus spinolae (H. Meyer-Dur, 1841)
- Apolygus subhilaris (Yasunaga, 1992)
- Apolygus subpulchellus (Kerzhner, 1988)
- Apolygus takaii Yasunaga and Yasunaga, 2000
- Apolygus triangulus (Zheng and W. Wang., 1983)
- Apolygus ulmi (Zheng and W. Wang., 1983)
- Apolygus umbratus (Poppius, 1914)
- Apolygus wangi (Kerzhner and Schuh, 1995)
- Apolygus watajii Yasunaga and Yasunaga, 2000
- Apolygus xanthomelas Yasunaga and Yasunaga, 2000
- Apolygus yunnananus (Zheng and X. Wang., 1983)
- Apolygus zhengianus Kerzhner and Schuh, 1998
- Apolygus zizyphi Lu and Zheng, 1997